# Orectochilus orbisonorum
Espèce
Orectochilus orbisonorum est une espèce d'insectes coléoptères de la famille des Gyrinidae.

## Systématique
L'espèce Orectochilus orbisonorum a été décrite en 2008 par Kelly B. Miller (d), Paolo Mazzoldi (d) & Quentin D. Wheeler.

## Répartition
Orectochilus orbisonorum est originaire d'Inde.

## Description
Orectochilus orbisonorum mesure environ 5 mm. Son corps est noir sur le dessus et blanc translucide sur le dessous.

## Étymologie
Son épithète spécifique, orbisonorum, lui a été donnée en l'honneur du chanteur rock Roy Orbison et de son épouse Barbara,,

## Publication originale
- (en) Q22110876, Paolo Mazzoldi et Quentin D. Wheeler, « An unusual new species of Gyrinidae (Coleoptera), Orectochilus orbisonorum n. sp., from India », Zootaxa, Magnolia Press (d), vol. 1712, no 1,‎ 25 février 2008, p. 65-68 (ISSN 1175-5334 et 1175-5326, OCLC 49030618, DOI 10.11646/ZOOTAXA.1712.1.4, lire en ligne).